# Alsophila setosa
Alsophila setosa là một loài thực vật có mạch trong họ Cyatheaceae. Loài này được Kaulf. mô tả khoa học đầu tiên năm 1824.